# Масютин Юрій Миколайович
Юрій Миколайович Масютин (псевдонім — Я. Юрмас, 3 (15) травня 1896 — 4 жовтня 1942) — музичний критик, дослідник творчості Миколи Леонтовича.

## Біографічні відомості
Родом із містечка Нова Басань (нині село Бобровицького району Чернігівської області). Зредагував «Музичні твори» Миколи Лентовича (1930—1931). Автор рецензій на музичні вистави й концерти.

## Твори
- «Г. М. Беклемішев. До 25-річчя музично-педагогічної діяльності» (1926)
- «Нова музика в Києві» (1926)
- «Сучасна музика в Києві» (1928)
- «Десятирічний ювілей Музично-драматичного інституту імені М. В. Лисенка в Києві» (1928)
- «Сучасна українська музична творчість» (1929).
- «Музичні постаті. Климент Квітка» // Життя й революція. — 1929. — Ч. 10. — С. 155—167.